# 娜可露露
娜可露露（又译作）是由日本電子遊戲商SNK所推出的對戰格鬥遊戲《侍魂》系列的女性角色。她被設定為來自明和時期北海道一帶，當地原住民族阿伊努人中的一名性格溫和堅毅、熱愛大自然的少女。
自《侍魂》系列首部作品登場後，娜可露露長期從遊戲玩家們當中獲得不低的人氣，她除了作為《侍魂》系列的招牌角色之一以外，也常被SNK採用在各種不同的遊戲與娛樂媒體作品裡。

## 作品描述
在遊戲設定中，娜可露露是居住於北海道裡名叫神威（カムイ）的阿伊努人部落裡的少女，並擔任著部落中與神靈溝通的巫女。外觀上為黑色長髮、身著阿伊努人傳統花樣服飾。性格上娜可露露喜愛著大自然的一切事物，並有著能傾聽大自然聲音的特殊能力，她個人不喜愛殺戮，因此在面臨衝突時會盡可能避免以武力解決。在私下，娜可露露擅長料理，一種混合野菜與油脂的阿伊努人傳統飲食。
而遊戲劇情中，娜可露露會踏上戰鬥旅程，是因為有感到一股邪惡勢力將摧毀她所居住的自然家園。為了守護族人，娜可露露攜帶著他父親留下的短刀齊齊烏西、以及她的獵鷹夥伴瑪瑪哈哈，踏上了戰鬥旅程。雖然在侍魂系列第二作《霸王丸地獄變》中，娜可露露的角色結局是她為了讓遭受摧毀的自然還原，自願犧牲性命讓神祇利用她的生命之力將大地重生；但往後SNK仍安排娜可露露在侍魂後續作品登場。而為了避免遊戲劇情與《霸王丸地獄變》裡「娜可露露犧牲生命」的結局產生矛盾，侍魂第三作《斬紅郎無雙劍》、第四作《天草降臨》的時間點都是安排在《霸王丸地獄變》之前。而SNK在1999年所推出，故事線是發生在侍魂初代遊戲20多年後的遊戲《劍客異聞錄 甦醒的蒼紅之刃》裡頭娜可露露仍有出現，SNK則將當時《霸王丸地獄變》的結局修改成娜可露露並未死去，而是將靈魂與大地之母合為一，且該遊戲中娜可露露是化身為阿伊努人民間傳說裡的小妖精克魯波克魯模樣登場。
娜可露露在遊戲裡的戰鬥方式是以短刀搭配她敏捷的速度來攻擊，並且指揮瑪瑪哈哈協助突擊對手。侍魂第三作《斬紅郎無雙劍》中，則增加蝦夷狼西克魯作為娜可露露的新動物夥伴。
在娜可露露與侍魂系列人物的關係之間，遊戲主角日本劍豪霸王丸是與她多次合作打倒邪惡勢力的戰友，而來自法國的女劍客夏洛特則是她敬仰的女性，另一位從美國來到日本學習忍術的美國忍者加爾福特是對娜可露露抱持好感的男性。娜可露露的妹妹莉姆露露最初是在侍魂第二作《霸王丸地獄變》裡擔任背景角色，從第三作《斬紅郎無雙劍》起則成為也可讓玩家使用的角色。

### 紫娜可露露
多數格鬥遊戲在玩家選擇同一位角色對戰時，兩方操控的人物在外型上僅有色調的不同。而娜可露露是唯一在侍魂系列眾遊戲人物裡，第二位角色（2P）會在勝利畫面裡與第一位角色（1P）呈現不一樣的表情。
在2P版本娜可露露的勝利畫面中，多呈現著較兇悍、或是狂傲笑容的神情。另2P版本娜可露露的色調上是黝黑皮膚、搭配紫色條紋花樣的衣裝外觀，遊戲界則多以「紫娜可露露」作為稱呼。
紫娜可露露隨後常成為《侍魂》週邊動漫作品，或是其它非官方二次創作所採用的題材。她有被描述成是深藏在娜可露露內心裡另一個較黑暗、偏激、好鬥的人格，或著是孿生的姊妹，其中由島本和彥於1994年在講談社上推出的侍魂漫畫便有採用紫娜可露露在劇情裡。另外同人漫畫家七瀨葵有多次發表以娜可露露和紫娜可露露之間關係為主題的同人誌，因受到許多愛好者的正面回應，而被SNK邀請替1999年推出的動畫《侍魂2 ～阿斯拉斬魔傳～》擔任角色設計，在該動畫也有特別提及到紫娜可露露的存在。

### 蕾娜
在2001年SNK發行的以娜可露露為主角的冒險遊戲《娜可露露～給你的禮物～》裡，有以先前的紫娜可露露為設計基礎，新增一位名為蕾娜的角色。
「蕾娜」的讀音在阿伊努語裡有「風」的意思，遊戲中她被設定為娜可露露內心裡「為了保護身邊重視的事物、可以不擇任何手段」的一面，這份意識之後脫離了娜可露露本尊且具體化，成為了時而現身於娜可露露面前現身、時而不知覺地消失，如鬼魅般的神秘形體。蕾娜內心雖與娜可露露同樣喜愛著自然以及家人朋友，但在面對阻礙到目的或威脅安危的敵手時，蕾娜可以不猶豫地去奪取對方生命。而蕾拉不同於先前紫娜可露露會有狂傲的神情，她是被設定為面貌總是冷酷的少女。後續在2003年的侍魂系列遊戲《侍魂 零》裡，SNK也讓蕾娜登場成為可被玩家使用的角色。
而往後為了與娜可露露作出區別，原先是娜可露露的動物夥伴之一蝦夷狼西克魯，便變更為是與蕾娜配對。

## 衍生登場作品
侍魂系列裡娜可露露是少數能有個人主題作品的角色，SNK除了在2001年發行以她為主角的遊戲《娜可露露～給你的禮物～》外，也將該遊戲隔年另製成OVA動畫發行。而波麗佳音也曾推出過娜可露露專屬的角色配音CD。
娜可露露也常被SNK挑作為跨界作品對戰格鬥遊戲的人選，像是《CAPCOM VS. SNK 千年之戰》、《時空亂鬥》、《拳皇XIV》等等都有娜可露露的出現。其中在2018年以SNK衆遊戲女角的大亂鬥遊戲《SNK女傑狂熱大亂鬥》裡，有特別將娜可露露的外裝修改成較裸露、類似西洋女性吸血鬼的模樣打扮，她身邊獵鷹夥伴的瑪瑪哈哈也替換成一頭蝙蝠。

## 角色設計
《侍魂》的製作群會將娜可露露挑選設定為北海道的阿伊努人，是出自製作成員當中有人注意到該民族在現代日本媒體裡獲得到的關注不多、並在媒體裡缺少代表性的形象，藉此有所感發便希望能在電子遊戲裡出現一位阿依努人的女性角色。《侍魂》創作者足立康史則將霸王丸與娜可露露挑選為最能夠概括整個遊戲系列的人物，因為娜可露露在故事裡有著為她生命、命運奮戰的一面，並且為了重要的事物願意奉獻出自己的生命，這能表現出在《侍魂》系列裡的重要主題之一。
娜可露露在《侍魂》初代遊戲裡個人所屬的對戰場地，是她位於家鄉北海道裡居住的村落，該場地裡有著一群包含著猴子、替娜可露露聲援的動物們。而負責該場地背景設計的福井智章，當時並未留意到現實中的北海道裡並沒有猴子，之後在玩家向他反應為何北海道的村落裡會有猴子時，他便開玩笑解釋著那是因為娜可露露深受動物們愛戴，所以牠們願意直接渡過津輕海峽替她加油。

## 反應

### 評價
自侍魂系列登場後，娜可露露在日本國內或海外都有獲得到不差的人氣，往後SNK遊戲製作人小田泰之對於娜可露露在遊戲界得到的迴響程度，也表示超出當時的預期。
其中西班牙的電子遊戲雜誌《Hobby Consolas》表示，如果SNK的格鬥遊戲餓狼傳說系列的女角代表是不知火舞，侍魂系列的女角代表無疑是娜可露露，且娜可露露是不以性感的方式來呈現出她迷人的一面。而她愛護自然的形象有被電子遊戲網站GamesRadar形容為「像是日本封建時代版本風格的地球超人」。
遊戲性的表現上，美國電子遊戲雜誌《GamePro》曾指出娜可露露在《侍魂》首代登場裡性能強度太弱，破壞了該款作品的遊戲強弱平衡度。《電子遊戲月刊》則反向表示著，儘管娜可露露在該款遊戲裡外形並不高大，卻會是個給予人致命的角色。
另外，娜可露露的獵鷹夥伴瑪瑪哈哈曾被雜誌《Complex》評為格鬥遊戲裡最令人感到誇張的十大戰鬥武器之一、以及被音樂電視網頻道的專欄列為電子遊戲中最偉大的鳥類角色名單裡。英國遊戲雜誌《Retro Gamer》也認為娜可露露搭配瑪瑪哈哈的戰鬥方式，是在格鬥遊戲裡相當創新的表現。

### 列名項目

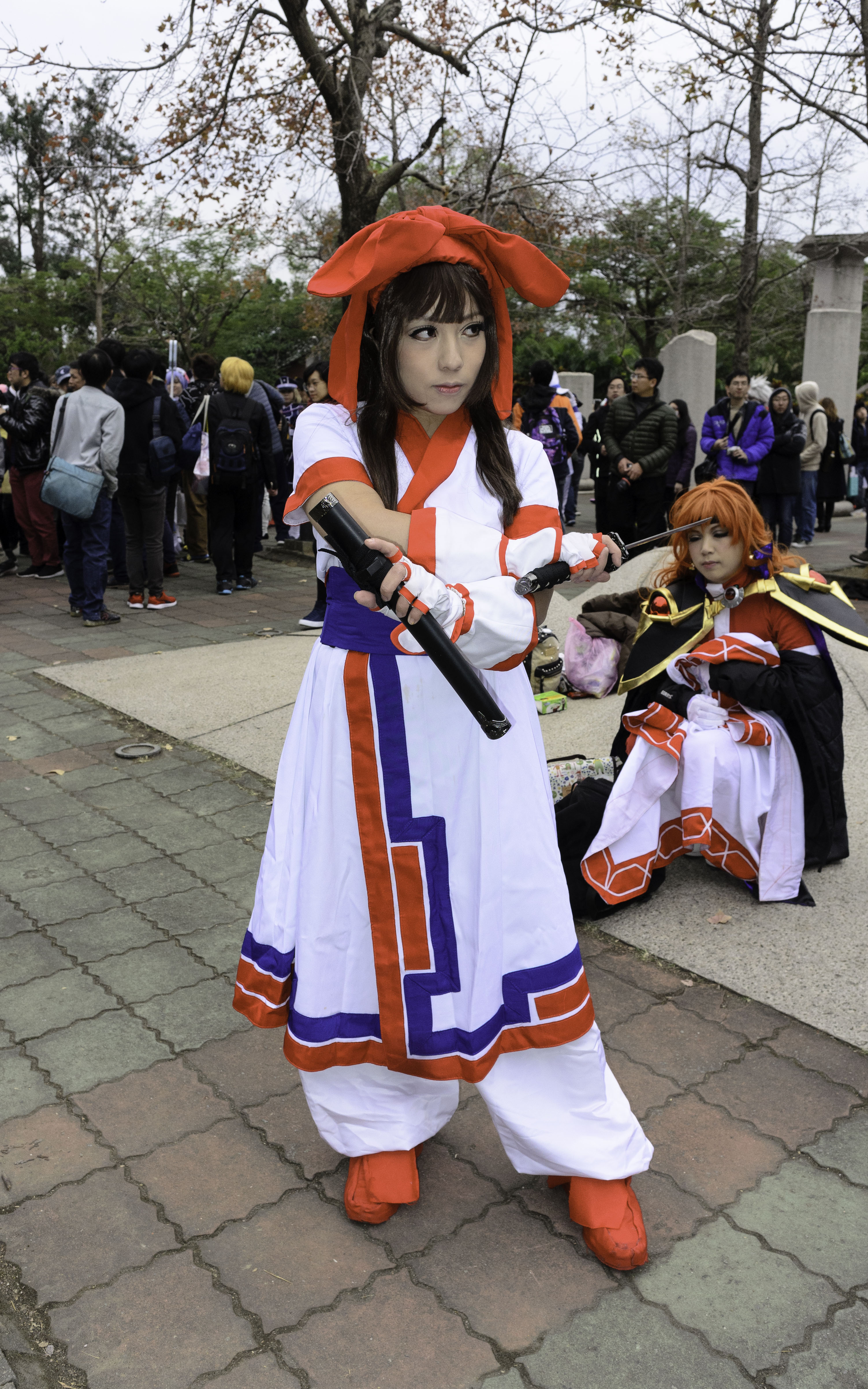
攝於2017第29屆開拓動漫祭上，一名娜可露露的角色扮演者。

- 《Gamest》遊戲雜誌：1993年最佳遊戲角色、[22]、1995及1996年最佳遊戲角色第6名、[23][24]1997年最佳遊戲角色第13名、[25]1998年最佳遊戲角色第10名。[26]
- 《Sega Saturn Magazine》遊戲雜誌：1997年Sega Saturn主機平台上最佳女性角色第8名[27]
- 《Neo Geo Freak》遊戲雜誌：1997年最受男性讀者喜愛女性角色第1名、1998年Neo Geo主機平台上最佳遊戲角色第5名[28][29]
- 《Fami通》遊戲雜誌：90年代最佳女性遊戲角色第37名、2018評選最受歡迎Neo Geo主機遊戲角色第3名[30][31]
- GamesRadar遊戲網站：2012年評選前7大最佳格鬥遊戲角色第6位[14]

### 社會採用
在1994年，日本三鷹市市公所的水道部門有請動畫家結城信輝繪製一幅請民眾關心水資源的公益海報，而該海報的內容便是採用娜可露露擔任主題人物。
SNK也多次採用娜可露露作為公司的形象角色，如2007年便以娜可露露和SNK旗下另款格鬥遊戲《餓狼傳說》的主角泰瑞·柏格，擔任由公司所成立社會公益團體「娜可露露與泰瑞俱樂部」的吉祥物角色，其中喜愛自然的娜可露露是作為該團體裡支持環保運動的代表。另2011年日本發生東北地方太平洋地震災情後，SNK有請曾任侍魂遊戲角色繪師的白井影二繪製一張娜可露露祈禱圖像，作為公司替災後社會聲援的代表。

## 外部連結
- 《侍魂》遊戲系列網站的娜可露露介紹頁面 （页面存档备份，存于）（日語）